# Arlington Memorial Bridge
De Arlington Memorial Bridge is een brug die de stad Washington D.C. met Columbia Island (grondgebied van het District of Columbia) en Arlington in de staat Virginia verbindt. De brug loopt over de Potomac tussen de National Mall in het oosten, waar het Lincoln Memorial staat, en de Arlington National Cemetery in Arlington County in het westen.

## Geschiedenis
Het Amerikaans Congres keurde op 24 februari 1925 de bouw van de brug goed. Ze werd door een architectenbureau McKim, Mead and White ontworpen in neoclassicistische stijl en is 660 m lang. De brug werd officieel geopend op 16 januari 1932.
De Arlington Memorial Bridge was onderdeel van het plan van de Commissie-McMillan uit 1901 voor het herstel van Pierre Charles L'Enfants oorspronkelijke plan voor de hoofdstad. President Warren G. Harding stond op 11 november 1921 drie uur lang in de file op de brug, terwijl hij op weg was naar het Graf van de Onbekende Soldaat om dat in te wijden op Arlington National Cemetery. De oude houten brug kon de toename van het verkeer niet aan. Deze affaire zorgde ervoor dat er geld beschikbaar kwam voor de bouw van de huidige brug.
Op 4 april 1980 werd de Arlington Memorial Bridge toegevoegd aan de National Register of Historic Places.

## Decoratie
Aan weerszijden van de oostelijke toegang van de Arlington Memorial Bridge staan twee ruiterstandbeelden, genaamd Sacrifice en Valor. Ze zijn gemaakt door Leo Friedlander en waren voltooid in 1951. Op de pijlers van de brug bevinden zich grote ronde schijven met adelaars en fasces ontworpen door beeldhouwer Carl Paul Jennewein.

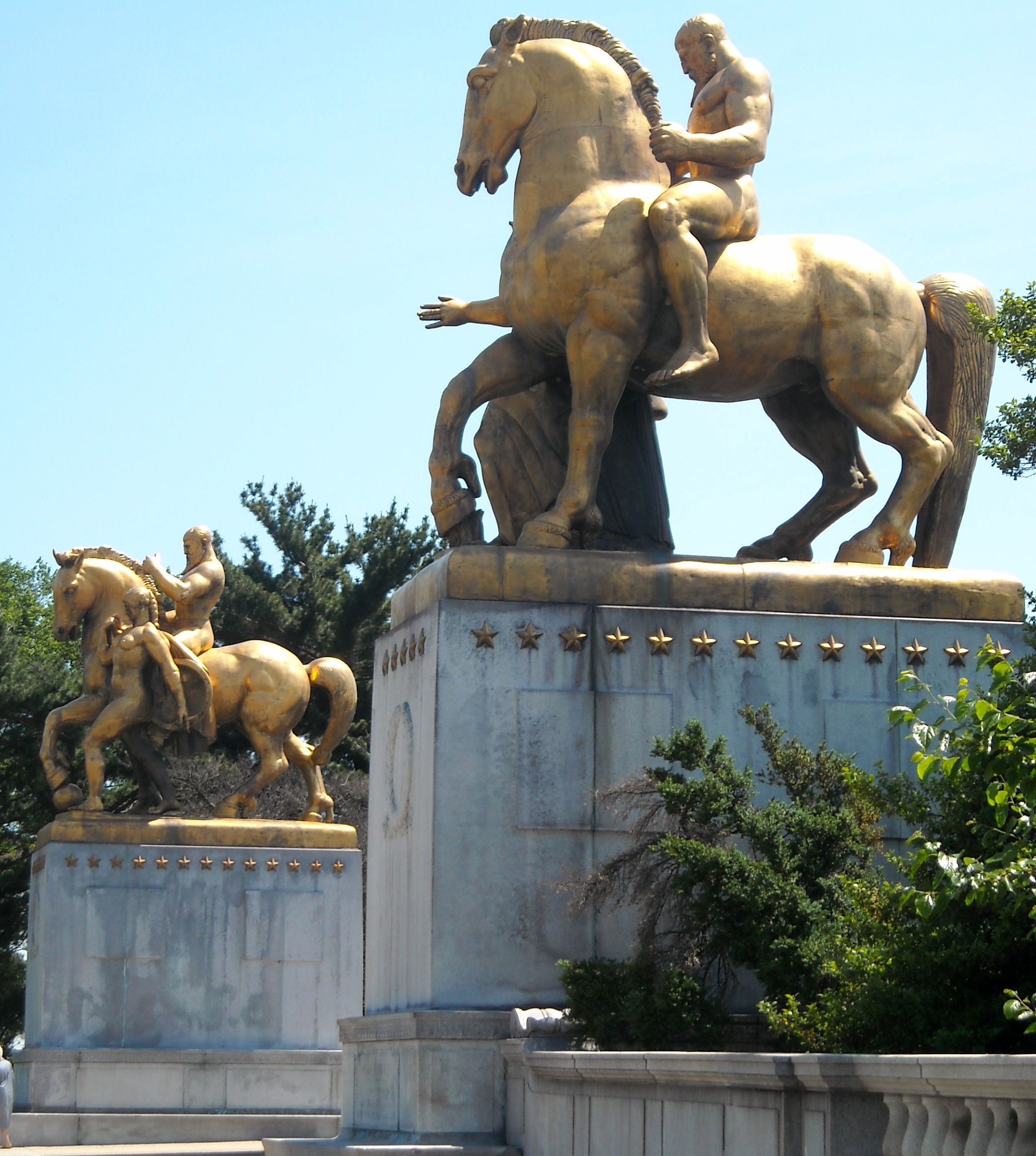
Beelden aan de oostelijke toegang